# Me, Natalie
Pour plus de détails, voir Fiche technique et Distribution.
Me, Natalie est un film américain de Fred Coe sorti en 1969.

## Fiche technique
- Titre original : Me, Natalie
- Réalisateur : Fred Coe
- Scénario : Stanley Shapiro, Martin Zweibach
- Directeur de la photographie : Arthur J. Ornitz
- Producteur : Stanley Shapiro
- Genre : comédie dramatique

## Distribution
- Patty Duke : Natalie Miller
- James Farentino : David Harris
- Martin Balsam : Oncle Harold
- Elsa Lanchester : Mlle Dennison
- Salome Jens : Shirley Norton
- Al Pacino : Tony